# Pseudopyrausta craftsialis
Pseudopyrausta craftsialis là một loài bướm đêm trong họ Crambidae.